# Kappeln (Schleswig-Holstein)
Kappeln (pronunciación en alemán: /ˈkapl̩n/ⓘ) es un municipio situado en el distrito de Schleswig-Flensburgo, en el estado federado de Schleswig-Holstein (Alemania), con una población a finales de 2016 de unos 8676 habitantes.
Se encuentra ubicado al noreste del estado, en la costa del fiordo Schlei (mar Báltico) y de la frontera con Dinamarca.